# Partit Demòcrata Europeu
El Partit Demòcrata Europeu (PDE per les seves sigles en francès i EDP per les sigles en anglès) és un partit polític europeu centrista i proeuropeu, iniciat el 14 d'abril del 2004 pel francès François Bayrou i l'italià Francesco Rutelli, i fundat oficialment el 9 de desembre del 2004 a Brussel·les sota la presidència d'honor de Romano Prodi. Actualment la presidència l'ostenta François Bayrou i la secretaria general l'italià Sandro Gozi, mentre que el xipriota Nicos Koutsou és el president honorari.
El PDE/EDP és un dels 10 partits reconeguts per la Unió Europea (UE) i té 11 diputats en el Parlament Europeu, la majoria en el Grup Renovar Europa, amb l'excepció de PRO Romania que participa del Grup Socialista, el qual compta amb 98 membres en total, on també participen altres partits del Partit de l'Aliança dels Liberals i Demòcrates per Europa i el francès La República en Marxa d'Emmanuel Macron.
Amb 16 partits repartits en 13 països d'Europa, formen part en la seva gran majoria del tercer grup més gran de l'Assemblea Parlamentària del Consell d'Europa, amb 93 membres en el Grup de l'Aliança dels Liberals i Demòcrates per Europa, amb l'excepció del Partit Nacionalista Basc, que forma part del Grup de l'Aliança Europea.
El Partit Demòcrata Europeu inclou partits importants als seus estats com el Moviment Demòcrata de França, el Partit Nacionalista Basc del País Basc, la Coalició Canària de les Illes Canàries o PRO Romania, amb d'altres més petits com Itàlia Viva.

## Història
El Partit Demòcrata Europeu va començar a caminar el 9 de maig de 2004, quan una desena de partits europeus es van reunir a la seu de la Unió per a la Democràcia Francesa a París per celebrar la Diada d'Europa i posar els fonaments d'un nou partit europeu, partidari de l'Europa Federal. Els participants de la jornada van ser partits de centre dret o centre esquerre d'Itàlia, Letònia, Txèquia, Polònia, Bèlgica i Catalunya, però tots partidaris de l'aprofundiment de la idea federal de la Unió Europea.
Entre les personalitats que van intervenir hi estaven en Gérard Deprez, president del Moviment dels Ciutadans per al Canvi, Francesco Rutelli, antic alcalde de Roma i president del partit La Margarida, Josep Antoni Duran i Lleida, president d'Unió Democràtica de Catalunya, Josef Brož, secretari general de Camí del Canvi de Txèquia, George Lanzmanis, secretari General de Via Letona, i François Bayrou, president de la UDF, que va declarar que Europa necessitava un nou gran corrent polític que no sigui ni conservador ni socialista i que aposti per l'ideal europeu, un gran partit demòcrata.
Entre els participants hi havia diversos fundadors del Partit Popular Europeu, que estaven en contra que el partit hagués acceptat al Grup del Partit Popular Europeu a diverses formacions nacionalistes i antieuropeistes, com els Conservadors del Regne Unit.
El partit va ser finalment fundat el 9 de desembre de 2004 a Brussel·les per gran part dels partits que van participar en la jornada del 9 de maig, excepte alguns com la Unió Democràtica de Catalunya, que es va mantenir al Partit Popular Europeu, i amb la incorporació d'alguns partits com el Partit Nacionalista Basc, que havia sigut integrant del Grup del Partit Popular Europeu fins al 1999 i del Grup dels Verds/Aliança Lliure Europea fins llavors.
Des de la seva fundació, el Partit Demòcrata Europeu ha format part al Parlament Europeu del Grup de l'Aliança dels Liberals i Demòcrates per Europa, junt amb els partits membre del Partit Europeu dels Liberals, Demòcrates i Reformistes, que posteriorment va ser reanomenat a Partit de l'Aliança dels Liberals i Demòcrates per Europa el 2012, i altres partits independents. També van continuar formant part del grup després del canvi a Renovar Europea per l'entrada dels diputats del francès La República en Marxa després de les eleccions europees de 2019.

## Membres
El Partit Demòcrata Europeu defineix als seus estatuts que l'associació no té un límit de membres, però si un mínim de tres, i diversos tipus de filiació de partits polítics: membres de ple dret, membres afiliats i membres observadors. També existeixen els membres individuals, no afiliats a cap partit membre.

### Partits polítics
El PDE/EDP compta amb 15 partits de 12 països de la Unió Europea, així com el partit República Futura de San Marino.
| Estat      | Nom (català)                                    | Nom (llengua del país)                                                                                   | abr.            | Eurodiputats |
| ---------- | ----------------------------------------------- | --- | --------------- | ------------ |
| Alemanya   | Electors Lliures                                | Freie Wähler                                                                                             | FW              | 2 / 96       |
| Croàcia    | Partit Popular - Reformistes                    | Narodna Stranka - Reformisti                                                                             | NS-R            | 0 / 12       |
| Eslovènia  | Partit Democràtic dels Pensionistes d'Eslovènia | Demokratična stranka upokojencev Slovenije                                                               | DeSUS           | 0 / 8        |
| Espanya    | Coalició Canaria                                | Coalición Canaria                                                                                        | CC              | 0 / 59       |
| Espanya    | Compromís per Galicia                           | Compromiso por Galicia                                                                                   | CxG             | 0 / 59       |
| Espanya    | Partit Nacionalista Basc                        | Euzko Alderdi Jeltzalea - Partido Nacionalista Vasco Euzko Alderdi Jeltzalea - Parti Nationaliste Basque | EAJ-PNV EAJ-PNB | 1 / 59       |
| França     | Partit Nacionalista Basc                        | Euzko Alderdi Jeltzalea - Partido Nacionalista Vasco Euzko Alderdi Jeltzalea - Parti Nationaliste Basque | EAJ-PNV EAJ-PNB | 0 / 79       |
| França     | Moviment Demòcrata                              | Mouvement Démocrate                                                                                      | MoDem           | 6 / 79       |
| Grècia     | Unió de Centristes                              | 'Eνωση Κεντρώων Enosi Kentroon                                                                           | EK              | 0 / 21       |
| Hongria    | Nou Inici                                       | Új Kezdet                                                                                                | UK              | 0 / 21       |
| Itàlia     | Itàlia Viva                                     | Italia Viva                                                                                              | IV              | 1 / 76       |
| Polònia    | Partit Demòcrata                                | Stronnictwo Demokratyczne                                                                                | SD              | 0 / 52       |
| Romania    | PRO Rumania                                     | PRO România                                                                                              | PRO             | 1 / 33       |
| San Marino | República Futura (observador)                   | Repubblica Futura                                                                                        | RF              | Fora de l'UE |
| Txèquia    | Senador 21                                      | Senátor 21                                                                                               | SEN21           | 0 / 21       |
| Xipre      | Aliança de Ciutadans (associat)                 | Συμμαχία Πολιτών Symmachía Politón                                                                       | ΠΛΑΤΠΟΛ         | 0 / 6        |

### Membres individuals
Actualment formen part com a membres individuals els eurodiputats francesos Sandro Gozi, italià però escollit a les llistes del partit francès La República en Marxa, i Irène Tolleret, les exeurodiputades Marian Harkin d'Irlanda i Catherine Chabaud de França i la belga Marie-Christine Marghem.

### Joves Demòcrates per Europa
Joves Demòcrates per Europa és l'organització de joves on participen totes les entitats juvenils dels partits membres o associats del Partit Demòcrata Europeu. Segons els estatuts del PDE/EDP, YDE té concedida de manera automàtica la condició de membre de ple dret.